# Visitatio sepulchri
La Visitatio sepulchri (Visita al sepolcro) è uno dei più antichi e conosciuti uffici drammatici, cantato all'abbazia di San Benedetto a Fleury-sur-Loire all'inizio del X secolo. Derivato da un brano dell'ufficio notturno di Pasqua, si sviluppa dalla domanda rivolta dall'Angelo alle tre Marie e agli apostoli che, recatisi al sepolcro di Cristo, l'avevano trovato vuoto. La domanda è Quem quaeritis?, cioè "Chi cercate?".
Questo ufficio drammatico nasce come trasformazione del tropo "Quem queritis".
I testi e le musiche rielaborate sono state aggiunte all'originario nucleo dialogico.
Dalla "Visitatio sepulchri" si originò il dramma natalizio.